# 音楽プロデューサー
音楽プロデューサー（おんがくプロデューサー、英語: record producer, music producer）は、コンサートや舞台芸術、映画、ドラマなどの音楽全般を、企画から販売まで指揮し監督する者。なお、英語圏など海外では、音楽の作曲・編曲などを行う楽曲の制作者を指し、日本でいうトラックメイカーがこれにあたる。

## 定義
広義では単なる制作責任者や予算管理者、原盤管理者を含め音楽制作にかかわるすべての人が音楽プロデューサーである。とりわけ日本ではアーティストの発掘・契約・育成を担当するA&Rや、企画・制作・宣伝などのマーケティング担当者まで音楽プロデューサーと呼称されている場合がある。
狭義での音楽プロデューサーは、録音物の制作の現場で音楽の"サウンド"に対する制作責任者のことを指し、現代ではこちらの意味で使われる国が多い。もともと米国でも音楽プロデューサーはA&Rマンを指す言葉だったが、時代を経てサウンドの責任者を指す言葉に変化した。この狭義の意味では、バンドなどの生演奏であれば編曲やレコーディングでどのような音を作るのかを最終的に決める者がプロデューサーである。またリズム・アンド・ブルース・ヒップホップ・ミュージック・ポピュラー音楽、ダンス・ミュージックなどのデジタル・オーディオ・ワークステーションを用いたデスクトップミュージックでは実際に曲を制作しているトラックメイカー・ビートメイカーがプロデューサーと呼ばれる。いずれもサウンド面での最高責任者がプロデューサーであり、大抵は音楽家かレコーディング・エンジニアがプロデューサーとクレジットされる。
音楽のジャンルやスタイルによって要求されるものがそれぞれ大きく異なるため、一般的にはプロデューサー毎に専門の分野や手法でプロデュース業を行っている。音楽によっては1人ではなく、2人、3人とチームを組んでプロデュースを行っていたり、1つのアルバムでも曲ごとにプロデューサーを変えて制作している場合もある。アルバムの中心的な役割を果たすプロデューサーは、特にエグゼクティブ・プロデューサー（executive producer）と呼ばれる。

## 日本

### 概要
プロデューサー自身が歌手または音楽家である必要はなく、日本ではレコード会社（CD レーベル）や音楽出版社（楽曲管理会社）、芸能プロダクションなどの原盤管理会社の人間がプロデューサーであるのが一般的である。また、音楽制作の場合には作品の音楽家自身がプロデューサーを兼ねる場合もあり、その際には共同プロデューサーとしてコ・プロデューサーとクレジットされる場合もある。
総合プロデューサーの場合、アーティストのイメージをA&Rと組みながら構築してサウンドを当て込んだり、逆にサウンドが先に出来て後からアーティストのイメージを構築したりするなど様々な手法がある。アーティストのイメージを優先して行く場合には、アーティストの音楽面とパブリック・イメージ全体を司る総合プロデューサーは一般的にエグゼクティブ・プロデューサーと呼称される。冒頭に書かれた制作予算の管理運営を含めての総制作責任者のプロデューサーを指す場合にもエグゼクティブ・プロデューサーと呼称される場合がある。音楽制作進行全体を総合的にプロデュースする場合はトータル・プロデューサーと呼称され、音楽制作における編曲などサウンド面を中心に担う場合は音楽プロデューサーと呼称される。マーケットとメディアの連動を見据えて創作プロデュースする場合には、アーティスト・プロデュースと音楽プロデュースを兼ねてプロデュース・○○○と表記する場合もあるが、これも基本的にはトータル・プロデューサーとして全体的な制作進行が出来るプロデューサーのことを言う。

### 歴史
1960年代の日本では、製作資金の提供者または調整者のみがプロデューサーとして記載されることもあった。その場合は、レコード会社のディレクターが、現在のプロデューサーに相当する仕事も担当していた。
小室哲哉やつんく♂など、自身のバンドの音楽活動と並行して作詞作曲および編曲を含めたプロデュース業を行う音楽家系プロデューサーの台頭以後、日本歌謡界における音楽プロデューサーの影響力は急激に増した。しかし、それは高名なプロデューサーを宣伝材料として利用したプロモーションの一環にする現象の側面と、特定の音楽プロデューサーの目に止まらなければまずヒットは望めないと言うことを前提としたメーカー側の販売戦略だったため、「チャートに同じようなアーティストと同じような曲調ばかりが並んでいてほとんど区別がつかない」という意見や批判が年配層等から起こった要因の一つになったとも言われている。
小室哲哉や小林武史、つんく♂、織田哲郎、伊秩弘将ら、音楽プロデューサーが日本で大きな脚光を浴びたのは1980年代後半から1990年代のことである。彼らのプロデュースするアーティストが、特にCDシングルの大ヒットを連発したことで、音楽プロデューサーという職業も注目されるようになった。これにはCDやカラオケの普及も影響があるとされる。それまで日本では音楽プロデューサーあまり注目されていなかった。『The Music』1979年1月号の加藤和彦と泉谷しげるの対談記事のタイトルに『プロデューサーって一体何だ?！』と書かれていることから、この時代では音楽プロデューサーの仕事は一般には知られていなかったことが分かる。加藤はこの記事で「日本には、アーティストに適切なサジェスチョンを与えられるプロデューサーがいなかった。それはミュージシャンの方がよく音楽を知っていたからだと思う」「去年（1977年）マイケル・フランクスが来た時、話したんだけどね。彼、トミー・リピューマなんていう名の名プロデューサーと組んでるじゃない。すごくラクなんだって。アレンジとかそんな細かい問題じゃなくて、とにかくリラックスさせてくれるらしいのね。その上で持ち味を引き出しちゃうんだって…」などと、泉谷は「わたくし、アーティスト・泉谷しげると立場から言わせてもらえれば（笑）、プロデューサーってのは、煩わしい仕事を一手に引き受けて、うまくクリエイティブな環境作りをしてくれる小間使い（笑）」などと述べている。
また泉谷、小室等・井上陽水と共に1975年にフォーライフ・レコードを設立した吉田拓郎は、当時のインタビューで「今のレコード会社の年功序列的な組織の中ではプロデューサーとしては何もできない。俺たちの力では崩せない壁がある。プロデューサーという価値観が会社の方でも解ってない。日本ではプロデューサーの評価が全然ない。ミュージシャンだけでなくそれに携わった全部の人が評価されるシステムを作りたい」などと、ミュージシャンがプロデュース権を強く持つ、プロデューサーシステムの確立がフォーライフ・レコードの設立目的と述べている。拓郎の1976年の著書『明日に向かって走れ』でも、プロデューサーとは何かとの持論が長く語られている。
音楽制作者の集合組織には日本音楽制作者連盟（音制連）などがあり、啓蒙活動を含め音楽制作全般をバックアップしている。
セイコーインスツルの業務用ストップウオッチ「サウンドプロデューサー」は、こうした制作活動の現場（録音スタジオなど）で関係者達に活用されることを狙った同名製品。単なるストップウオッチではなく、カウントダウンタイマーや60進法の計算が出来る電卓が組み込まれている。

## 業務内容
サウンドだけでなく総合的にプロデュースする際、プロデュース対象であるアーティスト、音楽家、タレントに対して、以下の項目にある部分などを主に担当する。
1. 総合的にどのようなイメージを世間に与え、アーティストの知名度を上げるための戦略と展開（A&Rと連携）。
2. 歌唱または演奏する音楽の傾向とそれに伴う作詞家および作曲家を外注する場合の選定。
3. 制作に際して、現場へ起用する編曲家やスタジオ・ミュージシャンらの選定と日程調整。
4. 録音時の作業工程の計画、スタジオの選定。
5. CDやレコード発売に関連するプロモーション用ミュージック・ビデオやポスター等の展開（メーカーの宣伝部およびA&Rと連携）。
6. 音楽関連雑誌などのメディアやテレビ/ラジオなどでのプロモーション戦略と展開（メーカーの宣伝部およびA&Rと連携）。
7. 公演活動、イベント開催、各種イベント出演などの展開（メーカーの宣伝部およびA&Rと連携）。
8. 出演する音楽番組などの選定と出演交渉など（メーカーの宣伝部およびA&Rと連携）。

- 日本で音楽プロデューサーと分類呼称される場合には、上記のうち主として項目の#2と#3における音楽プロデュースで関わる場合が多く、自身が編曲家を兼ねることも多い。
- 上記項目の#5〜#8をアーティストが所属するレコード会社やプロダクションのA&R、ディレクター、マネージャー等が担当し、プロデューサーとしてクレジットされる場合もある。
- エグゼクティブ・プロデューサーの場合には、上記の制作項目全体を含めアーティスト像全体に対するプロデュース、メディアやマーケットの連動を兼ねた総合的な業務になるため、人脈や展開能力を含めた幅広い財産と知識を必要とする。